# 浜松湖西豊橋道路

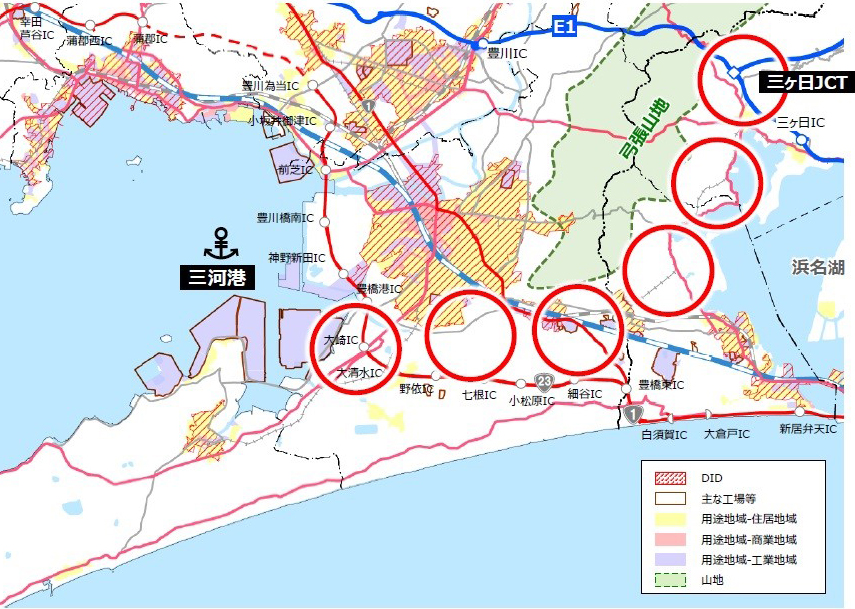
浜松湖西豊橋道路予定図

浜松湖西豊橋道路（はままつこさいとよはしどうろ）は、東名高速道路・新東名高速道路引佐連絡路 三ヶ日JCTから三河港までを結ぶ予定の道路。

## 概要
浜松湖西豊橋道路は、三ヶ日JCT（浜松市浜名区）から静岡県湖西市を通り、三河港（愛知県豊橋市）までを結ぶ予定の道路である。
沿線の三遠南信地域は、北部に険しい山間部が広がり、南部の海岸沿いに平野部が点在する地勢である。この地域では、明治以降国家主導のもと東名高速道路、新東名高速道路、東海道新幹線、東海道本線といったもっぱら首都圏・近畿圏間を結ぶ東西軸の道路・鉄道路線が整備された。
一方で南北軸の交通網の整備は進まず、鉄道は1937年（昭和12年）に飯田線が全線開通したものの、道路整備は遅れており1983年（昭和58年）度に三遠南信自動車道の計画がようやく始まった。そのような中、名豊道路の建設が進み全線開通も視野に入ってきた2011年（平成23年）に、民間で（仮称）浜松三ヶ日・豊橋道路が立案された。従って当初は国土交通省の事業路線ではなかった。2015年（平成27年）7月、麻生財務大臣（当時）は「事業化されていない路線の要望は珍しい。国土交通省と事業化に向け道筋をつけてもらい、しかるべき段階になったらしっかりと応援したい」と述べた。この道路案は、単に三遠南信地域の南北軸を形成する事のみならず、太平洋側と日本海側を結ぶ新国土軸の形成をも意図している。当初は、三ヶ日JCTを起点に湖西市を通り豊橋市南東部で名豊道路に接続する道路案が大方の見方であったが、重要港湾である三河港の自動車輸出入港としての有望性に鑑み、終点は三河港付近と決定された。2018年（平成30年）12月、国土交通省中部地方整備局により第1回計画段階評価が行われた。
2020年（令和2年）6月24日に開かれた社会資本整備審査会道路分科会中部地方小委員会において第2回計画段階評価が実施され3つのルート案が示された。それぞれ1キロ幅で示され、その内訳は、豊橋市街地と二川市街地の中間を通過する「西側ルート」、新所原市街地の東側を通過する「東側ルート」、新所原市街地の東側を通過し、国道23号豊橋東バイパスに合流、その上でバイパスを拡幅する「国道23号拡幅ルート」となっている。今後、関係自治体および企業への聞き取りなどを基にルートを絞っていくとしている。
2021年（令和3年）10月15日、浜松三ヶ日・豊橋道路建設促進期成同盟会および本道路の沿線自治体は、（仮称）浜松三ヶ日・豊橋道路の名称を「浜松湖西豊橋道路」に変更すると発表した。今後は浜松湖西豊橋道路の名称で要望活動等が実施される。
2021年（令和3年）11月24日に第3回計画段階評価が実施され、三河港と三ヶ日JCTを最短距離で結ぶ西側ルートに決定した。IC位置は市街地や防災拠点とのアクセス性にも配慮し、国道362号・県道334号太田中原線・国道1号・国道23号との接続を想定している。

## 接続する予定の道路
- E69 三遠南信自動車道
- E1A/E69 新東名高速道路引佐連絡路
- E1 東名高速道路